# Глуховка (Приморский край)
Глухо́вка — село в Уссурийском городском округе Приморского края. Входит в состав Раковской территории.

## География
Село Глуховка стоит на берегу малой реки Глуховка (правый приток Комаровки).
Дорога к селу Глуховка является продолжением ул. Чичерина (центр Уссурийска) и ул. Раковская («железнодорожная слободка»). Расстояние от Глуховки до железнодорожной слободки около 10 км.
Дорога от Уссурийска к Глуховке идёт по транспортной развязке через построенную в 2012 году «новую» автотрассу «Уссури».
На северо-восток от села Глуховка дорога идёт к селу Раковка. На юг от Глуховки дорога идёт к селу Заречное.

## История
Село основано в 1885 году.

## Население
| 1900 | 1912 | 2002 | 2010 |
| ---- | ---- | ---- | ---- |
| 276  | ↗429 | ↘207 | ↗262 |

## Улицы
| - пер. 1-й Октябрьский, - пер. 2-й Октябрьский, - ул. Заречная, - ул. Зелёная, | - ул. Лесная, - ул. Московская, - ул. Октябрьская. |

## Экономика
- Сельскохозяйственные предприятия Уссурийского городского округа.

## Инфраструктура
В окрестностях села находится дачные участки уссурийцев.